# Ländlerkapelle
Ländlerkapelle ist der Sammelbegriff für die Musikkapellen der Schweiz, die sich weitgehend der traditionellen Ländlermusik widmen. Im Laufe des 20. Jahrhunderts entstanden die folgenden Regelbesetzungen:
- Konzertanter Innerschweizerstil: Klarinette, Sopransaxophon oder Altsaxophon; Akkordeon, Klavier, Kontrabass. Diese Besetzung wird mit Ausnahme der Kantone Graubünden und Tessin in der gesamten Schweiz angewendet.
- Bündnerstil: 2 oder 3 Klarinetten; 2 oder 3 Akkordeons oder Schwyzerörgeli; 1 Kontrabass. Diese Besetzung ist neben dem Kanton Graubünden im Kanton Bern, im Kanton Basel-Landschaft und im Welschland weitverbreitet. Im Oberwallis wird diese Art der Musik oft mit einem Hackbrett begleitet.
- Appenzellerstil: Geige, Hackbrett, Cello, Akkordeon, Kontrabass

Ausserdem unterscheiden sich die Ländlerkapellen in 
- Kapellen mit Bläser,
- Handorgelduetten,
- Schwyzerörgeliduetten,
- Schwyzerörgelitrios,
- Schwyzerörgeliquartetten.

Sie bestehen mit oder ohne Klavierbegleitung.

## Beispiel
- Schauenseeklänge